# Vlag van Sluis (voormalige gemeente)

Vlag van Sluis
(tot 1995)

De vlag van Sluis is nimmer officieel vastgesteld als gemeentelijke vlag van de Zeeuwse gemeente Sluis, maar werd wel door het gemeentebestuur als zodanig gebruikt. De beschrijving luidt: 
Twee evenhoge banen van wit en rood, met op het midden het gemeentewapenschild.
De kleuren van de vlag zijn ontleend aan het gemeentewapen.
Opmerking: Sierksma beschrijft de vlag met de kleuren in omgekeerde volgorde, dus rood boven.
Op 1 januari 1995 ging de gemeente samen met Aardenburg op in de nieuw opgerichte gemeente Sluis-Aardenburg, waardoor de vlag als gemeentevlag kwam te vervallen. Sinds 2003 maakt het gebied deel uit van de nieuw opgerichte gemeente Sluis.

## Verwante afbeeldingen

Het wapen van Sluis
De vlag van Sluis-Aardenburg
De vlag van de nieuwe gemeente Sluis

Aardenburg 
· Arnemuiden 
· Axel 
· Baarland 
· Biervliet 
· Biggekerke 
· Borssele 
· Breskens 
· Brouwershaven 
· Bruinisse 
· Burgh 
· Domburg 
· Dreischor 
· Driewegen 
· Duiveland 
· Ellewoutsdijk 
· 's-Gravenpolder 
· Groede 
· Haamstede 
· 's-Heer Abtskerke 
· 's-Heer Arendskerke 
· Hoedekenskerke 
· Hontenisse 
· IJzendijke 
· Kloetinge 
· Kortgene 
· Koudekerke 
· Krabbendijke 
· Kruiningen 
· Mariekerke 
· Meliskerke 
· Middenschouwen 
· Nieuw- en Sint Joosland 
· Nisse 
· Noordgouwe 
· Oostburg 
· Oostkapelle 
· Oud-Vossemeer 
· Oudelande 
· Ovezande 
· Poortvliet 
· Retranchement 
· Rilland-Bath 
· Ritthem 
· Sas van Gent 
· Scherpenisse 
· Schoondijke 
· Sint-Annaland 
· Sint Jansteen 
· Sint-Maartensdijk 
· Sint Philipsland 
· Sluis 
· Sluis-Aardenburg 
· Stavenisse 
· Valkenisse 
· Vogelwaarde 
· Waarde 
· Waterlandkerkje 
· Wemeldinge 
· Westdorpe 
· Westerschouwen 
· Westkapelle 
· Wissenkerke 
· Wolphaartsdijk 
· Zaamslag 
· Zierikzee 
· Zuiddorpe 
· Zuidzande